# میهم (آلبوم لیدی گاگا)
مِیهِم یا آشوب (انگلیسی: Mayhem) آلبومی استودیویی از لیدی گاگا خواننده آمریکایی است که در ۷ مارس ۲۰۲۵ از طریق استریم‌لاین و اینترسکوپ رکوردز منتشر شد. در طول خلق این آلبوم، گاگا با تهیه‌کنندگانی مانند اندرو وات، سیرکوت و گیزافلشتاین کار کرد که نتیجهٔ آن شد آلبومی با «ترکیب آشوب‌ناک ژانرها» شامل سینث-پاپ، با عناصر الکترو، دیسکو، اینداستریال پاپ، راک و پاپ راک. از نظر اشعاری، این اثر به بررسی موضوعاتی مانند عشق، آشوب، شهرت، هویت و اشتیاق می‌پردازد و از استعاره‌هایی همچون تحول، دوگانگی و افراط بهره می‌گیرد. متن ترانه‌ها به بررسی تأثیر شهرت، کشمکش میان وجههٔ عمومی و خود شخص، و همچنین سرخوشی و بی‌پروایی به‌عنوان اشکالی از گریز می‌پردازد.
این آلبوم در استودیوی ریک روبین در ملیبو، کالیفرنیا ضبط شد. پیش از این آلبوم دو تک‌آهنگ منتشر شدند: «بیماری» تک‌آهنگ آغازین آن بود که در ۲۵ اکتبر ۲۰۲۴ به نمایش درآمد. در ادامه «ابراکادابرا» به‌عنوان دومین تک‌آهنگ در ۳ فوریه ۲۰۲۵ منتشر شد. میهم همچنین شامل ترانهٔ مشترک «با لبخند بمیر» با برونو مارس است که در شصت و هفتمین مراسم جوایز گرمی برندهٔ جایزه گرمی بهترین اجرای پاپ دونفره/گروهی شد. میهم در جدول فروش آلبوم‌ها در چندین کشور از جمله استرالیا، کانادا، نیوزیلند، بریتانیا و ایالات متحده آمریکا صدرنشین شد. همچنین در اسپاتیفای بزرگ‌ترین شروع برای آلبوم یک هنرمند زن در سال ۲۰۲۵ را ثبت کرد و در ایالات متحده بیشترین تعداد استریم در هفته اول را برای یک آلبوم زنانه به دست آورد.
میهم با ستایش منتقدان روبه‌رو شد. آن‌ها این اثر را بازگشت قدرتمندی به ریشه‌های پاپ گاگا، به ویژه آلبوم شهرت (۲۰۰۸)، توصیف کردند. این اثر از نظر منتقدان، بر اساس اطلاعات وبگاه متاکریتیک، تحسین‌شده‌ترین آلبوم گاگا در طول دوران کاری او بوده است.
منتقدان به فرایند تولید، تنوع سبک‌ها و انسجام آلبوم اشاره کردند و عقیده داشتند او در ساخت آن از هنرمندانی مانند دیوید بویی، مایکل جکسون و پرینس الهام گرفته است.

## زمینه
در سال ۲۰۲۲، لیدی گاگا تور کنسرتی خود برای آلبوم کروماتیکا (۲۰۲۰) را در چندین کشور برگزار کرد و کار بر روی آثار جدید خود را آغاز کرد. چندین ماه پیش از اعلام آلبوم، گاگا عکس‌هایی از خود در یک استودیوی ضبط را در شبکه‌های اجتماعی به اشتراک گذاشت. در مارس ۲۰۲۴، گاگا برای اولین بار علناً در مورد این پروژه صحبت کرد و در مصاحبه‌ای اظهار داشت که «در حال نوشتن برخی از بهترین ترانه‌هایی که به‌خاطر دارم» است.
در ماه مه سال بعد، او فیلم کنسرت کروماتیکا را منتشر کرد که در پایان این فیلم قطعه‌ای از موسیقی جدید وجود داشت. گاگا گفته که آلبوم پاپ بعدی او نشأت گرفته از مکان آسودگی اوست. نامزدش مایکل پولانسکی به او توصیه کرد که آلبومی پاپ بسازد و «به لذت آن متمایل شود». در اواسط سال ۲۰۲۴، گاگا تیزرهای دیگری برای پروژه جدید خود ارائه کرد. در ژوئیه ۲۰۲۴، پس از اجرایش در افتتاحیهٔ بازی‌های المپیک تابستانی ۲۰۲۴، با پخش تکه‌هایی از دو ترانهٔ منتشر نشده، طرفداران را شگفت‌زده کرد. در دسامبر ۲۰۲۴ طی مصاحبه‌ای با لس آنجلس تایمز، گاگا اعلام کرد که دونوازی او با برونو مارس، یعنی «با لبخند بمیر»، بخشی از آلبوم خواهد بود.

## ایجاد
به گفته گاگا، منبع الهام برای ساخت این آلبوم از دوره‌ای از درون‌نگری عمیق و چالش‌های شخصی نشات گرفته است. گاگا، اندرو وات و مایکل پولانسکی به‌عنوان تهیه‌کنندگان اجرایی در میهم معرفی شده‌اند. او این آلبوم را «سفری هنجارشکن در ژانرها» توصیف کرد که تأثیرات موسیقایی متنوع و تجربیات زندگی او را منعکس می‌کند. در مصاحبه‌ای با رولینگ استون در ۱۰ دسامبر ۲۰۲۴، گاگا این پروژه را یک اثر گلچین شده از منابع مختلف توصیف کرد که ژانرها، سبک‌ها و احساسات مختلف را در هم می‌آمیزد و همه به تبع عشق عمیق او به موسیقی هستند.
گاگا این آلبوم را که از موسیقی رقص اینداستریال الهام گرفته شده بود، «پرتلاطم» و تلفیقی از ژانرهای مختلف نامیده است. قطعه‌ای نامشخص از این اثر توسط نویسندهٔ وگ، «شدید و شوم… صدای پرانرژی سنت‌گرای گاگا، آشوب‌آور اما در عین حال سرزنده» توصیف شده است. دی‌جی فرانسوی و تهیه‌کننده موسیقی گیزافلشتاین در این آلبوم همکاری کرد. این آلبوم در استودیوی ریک روبین در مالیبو، کالیفرنیا ضبط شد که در آن‌جا گاگا همچنین جوآن (۲۰۱۶) و موسیقی متن فیلم ستاره‌ای متولد شده است (۲۰۱۸) را ساخت.
در می ۲۰۲۴، گاگا طی یک جلسه پرسش و پاسخ اعلام کرد که عمیقاً در نوشتن و ضبط آلبوم مشغول شده است. او این اثر را «کاملاً متفاوت از هر کاری که قبلاً انجام داده‌ام» توصیف کرد و بر کاوش خود در نقض ژانرهای موسیقی و ترکیب تأثیرات خلاقانه جدید تأکید کرد. گاگا توضیح داد که هر ترانه بازتابی از هرج و مرج درونی خودش است که با لحن جشن‌مانند با هدف برقراری ارتباط با مخاطبان در محیط‌های مختلف، از مهمانی گرفته تا لحظات صمیمی در خانه ارائه می‌شود.

## ساختار
به گفته گاگا، میهم ادای احترامی است به «عشق او به موسیقی، گرد هم آوردن طیف گسترده‌ای از ژانرها، سبک‌ها و رویاهای مختلف». در مصاحبه‌ای با لس آنجلس تایمز، گاگا اظهار داشت که این آلبوم به شدت تحت تأثیر موسیقی اینداستریال است که ناشی از علاقه‌اش به کاوش در جنبه‌های مختلف موسیقی الکترونیک است. او توضیح داد: «دوست داشتم در مورد موسیقی صنعتی و زمینه‌های مختلف موسیقی الکترونیک یاد بگیرم» و بر پیگیری مداوم خود برای ترکیب ژانرها تأکید کرد و گفت: «احتمالاً به دلیل عدم پایبندی به یک چیز مورد قضاوت قرار گرفته‌ام، اما انجام ندادن این کار نیروی زندگی من است.»
با توجه به رویکرد موسیقایی آن، او آن را «آشوب مطلق» توصیف کرد که «قوانین زیادی را زیر پا می‌گذارد و بسیار سرگرم‌کننده است.» این هنرمند از گرفتن تأثیراتی از موسیقی‌های گوناگون از جمله «آلترناتیو دهه ۹۰، الکترو-گرانج، ملودی‌های پرینس و بویی، گیتار و نگرش، بیس‌لاین فانک، موسیقی الکترونیک فرانسوی و سینتی سایزرهای آنالوگ» نام برد. از منظر ژانر، او افزود: «فقط احساس خوبی دارد. به نظر خوب می‌رسد. در مورد دنبال کردن هرج‌ومرج خود به هر جایی در زندگی است که ممکن است شما را ببرد.»

## عنوان و طرح روی جلد
طرح روی جلد میهم در ۲۷ ژانویه ۲۰۲۵ از طریق وبگاه و پلتفرم‌های رسمی گاگا رونمایی شد. قبل از اعلام رسمی، پوسترهای تبلیغاتی در شهر نیویورک به نمیش درآمدند که شامل عکس سیاه‌وسفید گاگا همراه با عنوان آلبوم و تاریخ انتشار با رنگ قرمز در پایین بود. روی جلد نسخه استاندارد، گاگا با موهای مشکی ژولیده و صورتش کمی انحراف در پشت شیشه شکسته دیده می‌شود. قاب پشتی طرح سیاه و سفید را دارد و میهم با فونت تحریف شده و تهاجمی نوشته شده است، در حالی که نام لیدی گاگا در زیر عکس با حروف کلاسیک‌تر قرار دارد و اولین "A" بر عکس است. نظارت بر تصویربرداری بر عهدهٔ فرانک لبون بود.
گاگا در مصاحبه‌ای با ال اعلام کرد که عنوان آلبوم با شخصیتی مطابقت دارد که حضورش در چهارده قطعه احساس می‌شود: یعنی میهم یا بی‌نظمی کامل. در موزیک ویدیوی «بیماری»، Mayhem—که توسط گاگا به تصویر کشیده شده است، با لباس سیاه با ناخن‌های بلند—در نقش یک چهره خونین در حال رانندگی ماشین ظاهر می‌شود. گاگا در مورد انتخاب عنوان اعلام کرد که «این آلبوم میهم نام داشت تا بخشی از من و قطعه‌ای از زندگی را به یادگار بگذارد که پذیرفتن آن همیشه آسان نیست.»

## بازخورد انتقادی
| بررسی جمعی        | بررسی جمعی |
| منبع              | رتبه‌بندی   |
| ----------------- | ---------- |
| انی‌دیسنت‌میوزیک؟   | ۷٫۵/۱۰     |
| متاکریتیک         | ۸۴/۱۰۰     |
| بررسی انتقادی     |            |
| منبع              | رتبه‌بندی   |
| آل‌میوزیک          | [ ۳۳ ]     |
| ایونینگ استاندارد | [ ۳۴ ]     |
| گاردین            | [ ۳۵ ]     |
| ایندیپندنت        | [ ۳۶ ]     |
| لاین آو بست فیت   | ۷/۱۰       |
| MusicOMH          | [ ۳۸ ]     |
| ان‌ام‌ئی            | [ ۳۹ ]     |
| پیچفورک           | ۸٫۰/۱۰     |
| رولینگ استون      | [ ۴۰ ]     |
| اسلنت مگزین       | [ ۴۱ ]     |

میهم بلافاصله پس از انتشار با تحسین منتقدان مواجه شد. تعدادی از منتقدان آن را نشانهٔ بازگشت گاگا به اوج هنری‌اش توصیف کردند. بر طبق گردآوری نقدها در متاکریتیک، میهم بر اساس نظر ۲۴ منتقد میانگین وزنی ۸۴ از ۱۰۰ را دریافت کرد که نشان‌گر «تحسین همگانی» است. این آلبوم بالاترین امتیاز را در طول دوران کاری گاگا داشت. وبگاه AnyDecentMusic? با گردآوری ۲۵ نقد و بر اساس ارزیابی آن‌ها از اجماع انتقادی، میانگین امتیاز ۷٫۵ از ۱۰ را به آلبوم داد.
بریتنی اسپانوس از مجله رولینگ استون این آلبوم را قدرتمندترین اثر پاپ سال توصیف کرد و از اصالت لیدی گاگا تمجید کرد. الکسیس پتریدیس از گاردین، میهم را به‌خاطر ترکیب سبک‌های الکترونیک، هاوس و دیسکو همراه با ملودی‌های به‌یادماندنی مورد ستایش قرار داده است. اد پوتون از تایمز این آلبوم را به عنوان «بازگشت پیروزمندانه به موسیقی پاپ که در ابتدا او را به شهرت رساند» توصیف کرد. نیل مک‌کورمیک نویسنده روزنامه دیلی تلگراف، ساختار ترانه‌ها و ملودی‌های جذاب گاگا را تحسین کرد و اشاره داشت که این اثر از نمادهای دهه ۱۹۸۰ مانند دیوید بویی، مدونا، بلاندی و سوزی اند د بنشیز الهام گرفته است. استیون جی. هوروویتز از مجله ورایتی به ارجاعات میهم به نخستین آلبوم گاگا یعنی شهرت (۲۰۰۸) اشاره کرد و آن را «به‌وضوح گاگا» توصیف کرد. ریچ جوزویاک از پیچفورک به این آلبوم امتیاز ۸ از ۱۰ داد و آن را «حمله‌ای عظیم از احساسات خوب» و «یادآوری اینکه چرا هواداران در ابتدا عاشق گاگا شدند» توصیف کرده است. او به بررسی درگیری‌های درونی در آلبوم پرداخته و اظهار داشته که «دوگانگی، مرگ و تصاویر مذهبی، رشته‌های وجودی هستند که آلبوم را به‌هم پیوند می‌دهند.»

## انتشار و ارتقاء
طی تبلیغ جوکر: جنون مشترک (۲۰۲۴)، گاگا تأیید کرد که تک‌آهنگ آغازین آلبوم در اکتبر ۲۰۲۴ منتشر خواهد شد و آلبوم در ابتدا قرار بود در فوریه سال بعد منتشر شود. او در جریان تور مطبوعاتی فیلم در مورد پروژه آینده صحبت کرد. در ۲۱ اکتبر، گاگا رسماً در ۲۵ اکتبر انتشار تک‌آهنگ «بیماری» را از طریق رسانه‌های اجتماعی اعلام کرد و روز بعد یک تیزر از موزیک ویدیو خود را فاش کرد. ماه بعد، «بیماری» با انتشار دو نسخه آکوستیک همراه شد: نسخهٔ «پادزهر» که با پیانو در ۱۳ نوامبر و «زهر» که با گیتار الکتریک در ۲۰ نوامبر اجرا شد. در ۱۵ دسامبر، گاگا «بیماری» و «با لبخند بمیر» را در طول ویژه‌برنامهٔ کریسمسی Carpool Karaoke که در اپل تی‌وی پلاس منتشر شد اجرا کرد.
در ۲۱ ژانویه ۲۰۲۵، گاگا شمارش معکوسی در وبگاه خود راه‌اندازی کرد که قرار بود در ۲۷ ژانویه به پایان برسد. هر روز، این وب‌سایت آثار هنری الهام‌گرفته از آثار قبلی او را به نمایش می‌گذاشت، که با شهرت (۲۰۰۸) شروع شد و تا هارلکوئین (۲۰۲۴) ادامه یافت. وقتی شمارش معکوس به پایان رسید، جلد رسمی آلبوم و تاریخ انتشار ۷ مارس مشخص شد. در ۲ فوریه، گاگا در شصت و هفتمین مراسم جوایز گرمی شرکت کرد و موزیک ویدیوی «ابراکادابرا» را طی این مراسم با مشارکت مسترکارت به نمایش گذاشت. مجموعه Hot Ones در یوتیوب، قسمتی از مصاحبه با گاگا را در ۱۳ فوریه منتشر کرد. سپس گاگا در ۱۹ فوریه در ونتی فر ظاهر شد. اسپاتیفای در ۶ مارس میزبان یک «کنفرانس مطبوعاتی هیولای کوچک» بود که طی آن گاگا به سوالات ارسال شده توسط طرفداران برتر خواننده در این پلتفرم پاسخ داد. در اپیزود شنبه نایت لایو در ۸ مارس، گاگا هم به عنوان مجری و هم به عنوان مهمان موسیقی شب ظاهر شد. او قرار است در آوریل ۲۰۲۵ خوانندهٔ اصلی کوچلا شود. گاگا از طریق رسانه‌های اجتماعی خود تأیید کرد که در تاریخ ۳ می در ساحل کوپاکابانا در ریو دو ژانیرو که آن را میهم در ساحل نامیده است، کنسرتی با ورودی رایگان اجرا خواهد کرد.

### تک‌آهنگ‌ها
در ۲۵ اکتبر ۲۰۲۴، تک‌آهنگ اصلی «بیماری» منتشر شد. این اثر ترانه‌ای الکتروپاپ و دارک پاپ بود که عمدتاً نقدهای مثبتی دریافت کرد و در کشورهای مختلف از جمله ایالات متحده و بریتانیا به میان سی تک‌آهنگ برتر جدول رسید. «ابراکادابرا» به عنوان دومین تک‌آهنگ در ۳ فوریه ۲۰۲۵ منتشر شد. این ترانه دنس-پاپ با آثار قبلی او مقایسه شده است.

## فهرست قطعات
| میهم - نسخه استاندارد | میهم - نسخه استاندارد                | میهم - نسخه استاندارد                     | میهم - نسخه استاندارد             | میهم - نسخه استاندارد |
| شماره                 | نام                                  | نویسنده(ها)                               | تهیه‌کننده(ها)                     | مدت                   |
| --------------------- | ------------------------------------ | ----------------------------------------- | --------------------------------- | --------------------- |
| ۱.                    | «بیماری»                             | لیدی گاگا اندرو وات سیرکوت مایکل پولانسکی | گاگا وات سیرکوت                   | ۳:۴۹                  |
| ۲.                    | «ابراکادابرا»                        | گاگا سوزی سو باجی جان مک گیچ استیون سورین | گاگا وات سیرکوت                   | ۳:۴۳                  |
| ۳.                    | «باغ عدن»                            | گاگا وات مایک لوی والتر                   | گاگا وات گیزافلشتاین والتر سیرکوت | ۳:۵۹                  |
| ۴.                    | «سلبریتی کامل»                       | گاگا وات لوی والتر                        | گاگا گیزافلشتاین وات سیرکوت       | ۳:۴۹                  |
| ۵.                    | «ناپدید شدن در تو»                   | گاگا وات والتر پولانسکی                   | گاگا وات سیرکوت                   | ۴:۰۴                  |
| ۶.                    | «کیلا (با حضور گیزافلشتاین)»         | گاگا وات لوی والتر                        | گاگا وات گیزافلشتاین سیرکوت       | ۳:۳۰                  |
| ۷.                    | «زامبی‌بوی»                           | گاگا وات والتر فانتلروی                   | گاگا وات سیرکوت                   | ۳:۳۳                  |
| ۸.                    | «لاودراگ»                            | گاگا وات والتر پولانسکی                   | گاگا وات سیرکوت                   | ۳:۱۳                  |
| ۹.                    | «چقدر بد من را می‌خواهی»              | گاگا وات والتر پولانسکی                   | گاگا وات سیرکوت                   | ۳:۵۸                  |
| ۱۰.                   | «امشب زنگ نزن»                       | گاگا وات والتر پولانسکی                   | گاگا وات سیرکوت                   | ۳:۴۵                  |
| ۱۱.                   | «سایه یک مرد»                        | گاگا وات والتر                            | گاگا وات سیرکوت                   | ۳:۱۹                  |
| ۱۲.                   | «هیولا»                              | گاگا وات والتر پولانسکی                   | گاگا وات سیرکوت                   | ۳:۵۴                  |
| ۱۳.                   | «تیغه چمن»                           | گاگا وات لوی پولانسکی                     | گاگا وات گیزافلشتاین              | ۴:۱۷                  |
| ۱۴.                   | «با لبخند بمیر (با حضور برونو مارس)» | مارس گاگا درنست ایمایل دوم اندرو وات      | مارس گاگا دی‌مایل وات              | ۴:۱۱                  |
| مجموع مدت:            | مجموع مدت:                           | مجموع مدت:                                | مجموع مدت:                        | ۵۳:۰۴                 |

| میهم - نسخه سی‌دی ژاپنی، نسخه‌های مختلف وینیل | میهم - نسخه سی‌دی ژاپنی، نسخه‌های مختلف وینیل | میهم - نسخه سی‌دی ژاپنی، نسخه‌های مختلف وینیل | میهم - نسخه سی‌دی ژاپنی، نسخه‌های مختلف وینیل |
| شماره                                       | نام                                         | نویسنده(ها)                                 | مدت                                         |
| ------------------------------------------- | ------------------------------------------- | ------------------------------------------- | ------------------------------------------- |
| ۵.                                          | «نمی‌توان جلوی اوج را گرفت»                  | گاگا وات والتر                              | ۳:۳۱                                        |
| مجموع مدت:                                  | مجموع مدت:                                  | مجموع مدت:                                  | ۵۶:۳۵                                       |

| میهم - نسخه انحصاری تارگت، نسخه انحصاری جی‌بی های-فای | میهم - نسخه انحصاری تارگت، نسخه انحصاری جی‌بی های-فای | میهم - نسخه انحصاری تارگت، نسخه انحصاری جی‌بی های-فای | میهم - نسخه انحصاری تارگت، نسخه انحصاری جی‌بی های-فای |
| شماره                                                | نام                                                  | نویسنده(ها)                                          | مدت                                                  |
| ---------------------------------------------------- | ---------------------------------------------------- | ---------------------------------------------------- | ---------------------------------------------------- |
| ۱۱.                                                  | «برای عشق بکش»                                       | گاگا وات والتر                                       | ۴:۰۹                                                 |
| مجموع مدت:                                           | مجموع مدت:                                           | مجموع مدت:                                           | ۵۷:۱۳                                                |